# 我喜歡的妹妹不是妹妹
《我喜歡的妹妹不是妹妹》（日语：俺が好きなのは妹だけど妹じゃない）是惠比須清司所寫的日本輕小說作品，插圖由銀太郎繪畫，由富士見書房出版。2017年10月21日的「Fantasia文庫大感謝祭2017」中發表了動畫化，AT-X等電視台於2018年10月10日開始播放。

## 故事簡介
永见祐的妹妹凉花是一名成绩优秀的美少女学生会会长。她以筆名「永遠野誓」创作了一部“溺爱哥哥的恋爱喜剧小说”，获得了轻小说比赛的大奖并且出道。在妹妹請求下，祐成為了代理人，以「永遠野誓」的名義活動，身邊出現大量女粉丝。凉花以取材的名义和祐约会，虽然祐同意，但实际上祐只喜欢妹妹作品所描写的“妹妹”，而不是现在的亲妹妹。

## 登場角色

### 主要人物
永見祐（聲：畠中祐、吉森未紗希（幼少期））
涼花的親哥哥。「永遠野誓」的負责人。七海坂高等學校高中一年級學生，動畫結局升成高中二年級生。雖然夢想是當輕小說作家，但是水準卻只有每次第一輪落選的程度。
永見涼花（聲：近藤玲奈）
祐的親妹妹。筆名「永遠野誓」。成績優秀，表面上面對哥哥是展現嚴厲的性格，實際上是個兄控，在自己就讀的學校名門的白櫻女子學院擔任着學生會長的職務，動畫結局從白櫻女子學院畢業後，接著跟著就讀自己哥哥所就讀的七海坂高等學校，成為高中一年級的新生。
冰室舞（聲：小倉唯）
就讀七海坂高等學校高中一年級，祐的同班同學，雖然有着學校第一美人之稱，但因為其辛辣的態度，被班上同學稱為「冰之女王」。
真實身份是輕小說作家炎龍焰，其中一部稱為「天空魔導守護者」簡稱「空導者」的作品，讀了「永遠野誓」的小說以後成為其死忠，並約祐在學校的頂樓談事情，說出他是「永遠野誓」，也向祐講出自己同樣身為輕小說家炎龍焰，因為「永遠野誓」的小說比自己的還有趣，之後決定把祐的一切包括私生活研究透徹，記錄在一本筆記本上，本子最外面封面寫著永見祐的研究。
啊嘿顏雙V手勢老師（聲：赤崎千夏）
來自英國的戴有眼鏡的巨乳金髮女，屬於美少女遊戲廠商的插畫家，與春菜重新合好後，說出從今以後也要繼續要當我的好對手喔。
水無月櫻（聲：荒浪和沙）
高中二年級，超人氣聲優，在出道作中忽然提拔成女主角，首次動畫就擔任了女主角，是聲優界待望的明日之星，年紀似乎比祐年長，櫻田樹是兄妹關係，因為受不了哥哥的妹控屬性的影響，與其吵架後，因而離家出走，去借住永見兄妹家。
「永遠野誓」作品的死忠，對出演妹妹角色十分執着，在與大家幫祐了解萌妹子屬性的妹妹對決特訓時，對祐深情的告白是出自內心的，但是櫻卻改口說這為了幫他(祐)做的妹妹對決的特訓罷了，等祐去追涼花後，最後說出果然還是贏不了真正「的妹妹」。
神坂春菜（聲：永惠由彩）
擔當「Ambivalence」團體的插畫家，與姐姐一樣就讀名門的麗風女子高等學院，V手勢老師的競爭對手，原本是V手勢老師的粉絲，但是當「Ambivalence」成名以後，與其關係漸漸惡化，並且批評「永遠野誓」的輕小說是垃圾及噁心的作品，之後與永見兄妹倆及V手勢老師來一場同人誌的對決，看誰的同人誌評價和銷售量最多的贏，贏了之後要聽從對方的話，則涼花接受此挑戰並說輸了的話，「永遠野誓」將永遠隱退，實際上是因為春菜太崇拜V手勢老師，但是畫的方向太偏，無法成為主流，所以要是春菜她贏的話，她想讓V手勢老師的畫向大眾推廣，想讓更多人證明V手勢老師的好，證明V手勢老師是個天才，在姊姊秋乃的幫植物下並與V手勢老師重新合好，並說出一定會在18禁領域上超過V手勢老師。
神坂秋乃（聲：中島優衣）
擔當「Ambivalence」團體的寫作家，神坂春菜的姐姐，就讀名門的麗風女子高等學院三年級生，年齡18歲，看了永見兄妹倆及V手勢老師合力製作的18禁同人誌後，成為「永遠野誓」的死忠，並稱祐為師父，就莫名其妙就成了祐的弟子。

### 次要人物
篠崎麗華（聲：喜多村英梨）
皇帝幻想文庫的女編輯，身材姣好，永遠野誓（裕）的編輯負責人。
江坂（聲：真野步）
祐打工地方丸貓書店的看板娘，書店老闆的女兒。
櫻田樹（聲：杉山紀彰）
負責「永遠野誓」的小說動畫化的監督，同時是篠崎就讀大學時的學弟，水無月櫻是兄妹關係，但是是個心理變態到不行的妹控，讀了「永遠野誓」的小說後，自認自己必須達到真正的妹控程度，而已讓櫻感覺到非常噁心的程度了，因而導致櫻離家出走的元兇，之後從櫻的經紀人得知妹妹去暫住永遠野誓老師家，加上看到永遠野誓兄妹感情如此的好，而忌妒的打算想私自篡改「永遠野誓」的小說的角色，但是被及時趕到的櫻阻止了這個邪惡念頭，櫻並因此訓了他哥哥一回，在櫻的要求下，櫻田並向永遠野誓兄妹道歉。
御手洗大源（聲：上住谷崇）
負責「永遠野誓」的小說動畫化的制作公司的製作人，同時是篠崎就讀大學時的學弟。
二階堂楓
椎名琴美
萬里小路寧寧

## 出版書籍

### 輕小說
| 卷數 | 富士見書房     | 富士見書房             | 台灣角川       | 台灣角川               |
| 卷數 | 發售日期       | ISBN                   | 發售日期       | ISBN                   |
| ---- | -------------- | ---------------------- | -------------- | ---------------------- |
| 1    | 2016年8月20日  | ISBN 978-4-04-072033-3 | 2018年4月16日  | ISBN 978-957-564-128-3 |
| 2    | 2016年12月20日 | ISBN 978-4-04-072034-0 | 2018年6月25日  | ISBN 978-957-564-245-7 |
| 3    | 2017年4月20日  | ISBN 978-4-04-072271-9 | 2018年8月9日   | ISBN 978-957-564-356-0 |
| 4    | 2017年8月19日  | ISBN 978-4-04-072272-6 | 2018年10月18日 | ISBN 978-957-564-481-9 |
| 5    | 2017年12月20日 | ISBN 978-4-04-072557-4 | 2018年12月6日  | ISBN 978-957-564-614-1 |
| 6    | 2018年4月20日  | ISBN 978-4-04-072558-1 | 2019年8月26日  | ISBN 978-957-743-150-9 |
| 7    | 2018年8月18日  | ISBN 978-4-04-072862-9 | 2019年10月28日 | ISBN 978-957-743-270-4 |
| 7.5  | 2018年10月20日 | ISBN 978-4-04-072865-0 | 2020年4月20日  | ISBN 978-957-743-686-3 |
| 8    | 2018年12月20日 | ISBN 978-4-04-072863-6 | 2020年4月20日  | ISBN 978-957-743-687-0 |
| 8.5  | 2019年6月20日  | ISBN 978-4-04-073215-2 |                |                        |
| 9    | 2019年9月20日  | ISBN 978-4-04-073218-3 |                |                        |
| 10   | 2019年12月20日 | ISBN 978-4-04-073219-0 |                |                        |
| 11   | 2020年3月19日  | ISBN 978-4-04-073220-6 |                |                        |

### 漫畫
| 集數 | 富士見書房     | 富士見書房             | 東立出版社    | 東立出版社             |
| 集數 | 發售日期       | ISBN                   | 發售日期      | ISBN                   |
| ---- | -------------- | ---------------------- | ------------- | ---------------------- |
| 1    | 2018年8月18日  | ISBN 978-4-04-072836-0 | 2020年1月20日 | ISBN 978-957-26-3811-8 |
| 2    | 2018年10月20日 | ISBN 978-4-04-072910-7 | 2021年6月7日  | ISBN 978-957-26-3812-5 |
| 3    | 2019年5月9日   | ISBN 978-4-04-073155-1 |               |                        |
| 4    | 2019年12月20日 | ISBN 978-4-04-073420-0 |               |                        |

## 電視動畫

### 製作人员
- 原作：惠比須清司
- 原作插画：銀太郎（日语：ぎん太郎）（株式会社KADOKAWA Fantasia文库刊）
- 导演、人物设计：古川博之
- 系列構成：百瀨祐一郎
- 道具设计：宮曉秀
- 總作畫監督：古川博之、大野勉
- 美術監督：三宅昌和
- 色彩設計：柳澤久美子
- 攝影監督：今泉秀樹
- 編輯：柳圭介
- 音響監督：小泉紀介（日语：小泉紀介）
- 音樂：小林康太（日语：やしきん）
- 音樂製作：MAGES.（日语：MAGES.）
- 動畫製作：NAZ×Magia Doraglier
- 製作：製作委員会

### 主題曲
片頭曲「Secret Story」（第1話－第9話）
作詞：昆真由美，作曲・編曲：no_my，主唱：Purely Monster
第1話作為片尾曲使用。
片尾曲（第2話－第10話）
作詞：桃井晴子，作曲：野村勇輔，編曲：悠木真一，主唱：純情的Afilia

### 各話列表
| 話數   | 日文標題 | 中文標題                        | 劇本       | 分鏡            | 演出                                                                | 作畫監督                                                                                         | 片尾插畫 | 原作卷 |
| ------ | -------- | ------------------------------- | ---------- | --------------- | ------------------------------------------------------------------- | ------------------------------------------------------------------------------------------------ | -------- | ------ |
| 第1話  |          | 我和妹妹成為輕小說作家的理由    | 百瀨祐一郎 | 小川優樹        | 栗山美秀                                                            | 大野勉、竹內昭 山内尚樹、島崎望 沼田廣、陸田聰志 中村真悟、西島圭祐                              | 新田靖成 | 第一卷 |
| 第2話  |          | 我的妹妹何等志存高遠            | 百瀨祐一郎 | 吉田英俊        | 廣嶋秀樹                                                            | 大野勉、沼田廣 宮曉秀                                                                            | 植野旋   | 第一卷 |
| 第3話  |          | 我和妹妹是合二為一的 輕小說作家 | 百瀨祐一郎 | 小寺勝之        | 廣嶋秀樹                                                            | 大野勉、山內尚樹 櫻井拓郎、宮曉秀                                                                | 中田由美 | 第一卷 |
| 第4話  |          | 我只是，想追上妹妹而已          | 百瀨祐一郎 | 西森章          | 淺見松雄                                                            | 大野勉、杉山東夜美                                                                               | 成田     | 第二卷 |
| 第5話  |          | 我全世界最喜歡妹妹              | 百瀨祐一郎 | 小川優樹        | 嵯峨敏                                                              | 高橋宏郁、坂田悠 森谷春樹、迎千葉瑠 谷口繁則、渡邊一平太 今泉龍太                                | CUTEG    | 第二卷 |
| 第6話  |          | 我和妹妹的白櫻女學院文化祭      | 久慈政宗   | 西野武志        | 上原秀明                                                            | 中村真悟、陸田聰志 近藤泉                                                                        | YUG      | 第三卷 |
| 第7話  |          | 我和妹妹絕對不能輸的同人誌對決  | 久慈政宗   |                 | 、中村一郎 橋次郎、相浦和也 岡旭、小川優樹 古川博之                 | 李秀英、王秀蘭 李敏                                                                              | Hisasi   | 第三卷 |
| 第8話  |          | 關於我有了個新妹妹這事          | 百瀨祐一郎 | 小寺勝之        | oyunam                                                              | 七靈石 沈霏、林夢贇、邵明成                                                                      | 大川bkub | 第四卷 |
| 第9話  |          | 我和妹妹們的遊樂園特訓          | 百瀨祐一郎 | 吉田英俊        | 嵯峨敏、淺見松雄 黑杉先太郎、 西島圭祐、相浦和也 小川優樹、古川博之 | 大野勉、陸田聰志 中村真悟、山本道隆 森谷春樹、沼口耕平 渡邊一平太、今泉龍太 李秀英、王秀蘭、李敏 | 古川博之 | 第四卷 |
| 第10話 |          | 我可以萌上妹妹                  | 百瀨祐一郎 | 小川優樹 西森章 | 栗山美秀                                                            | 七靈石 沈霏、葉禮國、林夢贇 周潔、錢志宏、尹思瑤                                                 | 銀太郎   | 第四卷 |

### 播放电視台
日本深夜動畫：下文記載的日本国内播放時間使用日本標準時間（UTC+9）表示。因為部分時間标识會採用30小时制，因此請留意这类超过24:00的时间，其實際播放時間為翌日清晨。
| 播放地区 | 播放电视台  | 播放日期                  | 播放时间（UTC+9）    | 所属联播网 | 备注                                                          |
| -------- | ----------- | ------------------------- | -------------------- | ---------- | ------------------------------------------------------------- |
| 日本全国 | AT-X        | 2018年10月10日 - 12月19日 | 星期三 22:00 - 22:30 | CS卫星     | 有重播 第2話以後有年齡限制 第7話延後一週播出，當週重播第6話。 |
| 东京都   | TOKYO MX    | 2018年10月11日 - 12月20日 | 星期四 1:35 - 2:05   |            | 第7話延後一週播出， 當週重播第6話。                           |
| 京都府   | KBS京都     | 2018年10月11日 - 12月20日 | 星期四 1:35 - 2:05   |            | 第7話延後一週播出， 當週重播第6話。                           |
| 兵库县   | SUN电视台   | 2018年10月11日 - 12月20日 | 星期四 2:00 - 2:30   |            | 第7話延後一週播出， 當週重播第6話。                           |
| 爱知县   | 爱知电视台  | 2018年10月12日 - 12月21日 | 星期五 2:05 - 2:35   |            | 第7話延後一週播出， 當週重播第6話。                           |
| 福岡县   | TVQ九州放送 | 2018年10月12日 - 12月21日 | 星期五 3:00 - 3:30   |            | 第7話延後一週播出， 當週重播第6話。                           |
| 日本全国 | BS11        | 2018年10月13日 - 12月22日 | 星期六 0:00 - 0:30   | BS卫星     | ANIME+时段 第7話延後一週播，當週重播第6話。                   |

### BD／DVD
| 卷數 | 發行日期      | 收錄話數      | 規格編號  | 規格編號   |
| 卷數 | 發行日期      | 收錄話數      | BD        | DVD        |
| ---- | ------------- | ------------- | --------- | ---------- |
| 1    | 2019年2月27日 | 第1話、第2話  | KAXA-7671 | KABA-10641 |
| 2    | 2019年3月27日 | 第3話、第4話  | KAXA-7672 | KABA-10642 |
| 3    | 2019年4月24日 | 第5話、第6話  | KAXA-7673 | KABA-10643 |
| 4    | 2019年5月29日 | 第7話、第8話  | KAXA-7674 | KABA-10644 |
| 5    | 2019年6月26日 | 第9話、第10話 | KAXA-7675 | KABA-10645 |

### 映像特典
DVD&Blu-ray第1卷和第2卷收錄的短篇動畫。
| 話數 | 日文標題 | 中文標題                  | 劇本       | 分鏡   | 演出     | 作畫監督                        |
| ---- | -------- | ------------------------- | ---------- | ------ | -------- | ------------------------------- |
| 1    |          | 「我與妹妹與假想空間」其1 | 百瀨祐一郎 | 所克俊 | 所克俊   | 大野勉、齊藤香織 森悦史、石動仁 |
| 2    |          | 「我與妹妹與假想空間」其2 | 百瀨祐一郎 | 所克俊 | 西島圭祐 | 田村健人、中村真梧 陸田聡志     |

### Web Radio
扮演长见凉香的近藤玲奈的Web Radio。2018年10月16日至12月25日，每周二在音泉上发布。
Guest
- 第2回（公開録音）：畠中祐（永見祐 役）
- 第3回：赤﨑千夏（アヘ顔Wピース先生 役）
- 第4回：荒浪和沙（水無月桜 役）
- 第5回：小倉唯（氷室舞 役）
- 第6回：中島優衣（神坂秋乃 役）、永恵由彩（神坂春菜 役）
- 第7回：喜多村英梨（篠崎麗華 役）
- 第8回：畠中祐
- 第9回：荒浪和沙
- 第10回：小倉唯
- 第11回：畠中祐

## 評價
電視動畫由於製作時間緊湊，連第1集的先行上映會都取消，開播前粉絲即充滿濃濃的不安感。開播後每集都有作畫崩壞情形發生，引起廣大討論，還曾登上Twitter趨勢榜。於第7集宣布延後一週播出。

## 外部連結
- 富士見書房 | 我喜歡的妹妹不是妹妹 （页面存档备份，存于）（日語）
- 電視動畫「我喜歡的妹妹不是妹妹」官方網站 （页面存档备份，存于）（日語）
- 「我喜歡的妹妹不是妹妹」動畫官方的X（前Twitter）（日語）